# Саитово (Татарстан)
Саитово (тат. Сәет) — деревня в Тукаевском районе Республики Татарстан России. Входит в состав Семекеевского сельского поселения.

## География
Деревня находится в северо-восточной части Татарстана, в лесостепной зоне, на берегах реки Ургуды, при автодороге 16К-1552, на расстоянии примерно 17 километров (по прямой) к юго-востоку от города Набережные Челны, административного центра района. Абсолютная высота — 105 метров над уровнем моря.

### Климат
Климат характеризуются как умеренно континентальный, с продолжительной холодной зимой и коротким жарким летом. Среднегодовая температура воздуха составляет 4 °С. Средняя температура воздуха самого холодного месяца (января) — −11,4 °C; самого тёплого месяца (июля) — 19,7 °C. Безморозный период длится в течение 143 дней. Среднегодовое количество атмосферных осадков составляет 551 мм, из которых 362 мм выпадает в период с апреля по октябрь. Снежный покров держится около 152 дней.

### Часовой пояс
Деревня Саитово, как и весь Татарстан, находится в часовой зоне МСК (московское время). Смещение применяемого времени относительно UTC составляет +3:00.

## История
В «Списке населенных мест по сведениям 1870 года», изданном в 1877 году, населённый пункт упомянут как деревня Сеитова 2-го стана Мензелинского уезда Уфимской губернии. Располагалась при речке Ургуде, по правую сторону коммерческого тракта из Бирска в Мамадыш, в 34 верстах от уездного города Мензелинска и в 42 верстах от становой квартиры в деревне Александровское (Кармалы). В деревне, в 95 дворах жили 576 человек (308 мужчин и 268 женщин, из них татары: 276 мужчин и 236 женщин; башкиры: 32 мужчины и 32 женщины), были мечеть, училище.

## Население
Население деревни Саитово в 2015 году составляло 165 человек.

### Национальный состав
Согласно результатам переписи 2002 года, в национальной структуре населения татары составляли 98 % из 144 чел.